# 제리 샌더스 (기업인)
발터 제레미아 샌더스 3세(Walter Jeremiah Sanders III, 1936년 9월 12일~)는 미국 반도체 제조업체 AMD의 공동 설립자이자, 1969년부터 2002년까지 CEO였던 미국의 사업가이자 엔지니어다.

## 어린 시절
제리 샌더스 3세는 일리노이주 시카고의 사우스 사이드에서 그의 친조부모님에 의해 자랐다. 그는 한때 길거리 갱단에게 공격을 받고 피투성이가 될 정도로 구타를 당했다. 죽기 전 마지막 의식을 치르기 위해 성직자를 불렀을 정도였다. 그는 일리노이 대학교에서 풀만 (Pullman) 철도 자동차 회사의 장학금을 받고 다녔다.1958년에 공학 학사 학위를 받고 졸업했다.
졸업 후, 샌더스는 더글라스 에어크래프트 컴퍼니에서 일했다. 그는 그 후 모토로라로, 그 후 페어차일드 반도체로 회사를 옮겼다.

## 비즈니스 경력

### 1961–1969:페어차일드 반도체
제리 샌더스는 1961년 젊은 엔지니어로서 페어차일드 세미컨덕터에 합류했다. 페어차일드에서 샌더스는 낮은 영업직에서 마케팅 부문의 관리직까지 빠르게 승진하여 회사의 최고 부사장직 중 한 명으로 유력한 후보가 되었다. 그러나 1968년 당시 모토로라의 부사장이었던 C. 레스터 호건이 이끄는 셔먼 페어차일드에 의해 페어차일드 반도체에 새로운 경영진이 들어왔다. "호건의 영웅"이라고도 알려진 모토로라의 직원들은 보수적이어서 샌더스의 떠들썩한 스타일과 충돌했다. 샌더스의 화려한 성격과 스타일은 페어차일드 반도체의 새 경영진을 불안하게 해서 그를 해고했다. 샌더스는 페어차일드로부터의 해고에 대해 "제 인생의 전부는 사람들을 공정하게 대하는 것이었고, 저는 공정하게 대우받지 못했습니다."라고 말했다.

### 1969–2004:AMD
1969년 8명의 엔지니어가 페어차일드 세미컨덕터를 떠나 새로운 회사를 설립했고 1969년 5월 캘리포니아 서니베일에서 AMD를 설립했다. 그들은 제리 샌더스에게 합류할 것을 요청했고, 제리 샌더스는 그가 회사의 사장이 된다면 합류할 것이라고 말했다. 비록 그룹 내에서 약간의 불화를 일으켰지만, 그들은 동의했고, 회사는 샌더스를 사장으로 하여 설립되었다.그 당시 회사의 모든 직원들은 스톡옵션을 가지고 있었다.
샌더스는 회사에 강력한 영업 및 마케팅 방향을 제시했으며, 기술 및 제조 분야에서 경쟁사에 비해 종종 뒤떨어졌음에도 불구하고 성공적이었다. 번스타인 리서치의 반도체 분석가 스테이시 라스고(Stacy Rasgo)는 샌더스를 "실리콘밸리에서 본 최고의 세일즈맨 중 한 명"이라고 평가했다. 그는 회사의 성공 계획을 직원들과 공유했는데, 대개 매출 지향적인 성장 목표와 일치했다.
샌더스는 반도체 산업에서 "진짜 사나이는 반도체 장치 제작을 가지고 있다"는 유명한 말을 했다.원래 경쟁자들에 대한 야유로 의도되었던 샌더스의 발언은 그 이후 몇 년 동안 크게 반증을 받아왔다.1969년부터 2009년까지 AMD는 자체 프로세서를 제작했지만 이후 2009년에 주조 공장 부문을 글로벌 파운드리로 매각했다. AMD는 팹리스 (반도체 제품을 직접 생산(fabrication)하지 않고 반도체 설계를 전문적으로 하는 반도체 회사)가 되어 글로버 파운드리 (GlobalFoundrys) 및 TSMC에 외주하고 있다.
그는 어려운 시기에도 회사를 이끌었다. 1974년에는 특히 심한 경제 불황으로 회사가 파산할 뻔했다. 1979년 스태그플레이션 기간 동안, 그는 AMD 직원들을 해고하기를 거부했고 대신에 페어차일드에서 발생했던 것과 같은 만연한 해고에 관여하기 보다는 일본인들로부터 탈퇴했다. 그는 직원을 줄이는 대신 토요일에 일을 하는 등 더 많은 일을 하고 새로운 제품을 더 빨리 내놓으라고 했다. 회사에도 좋은 시절이 있었다. 샌더스는 AMD의 첫 번째 백만 달러 분기 동안 직원들이 문을 나서며 각자에게 100달러를 주었다. AMD는 현금 이익 공유 직원 보상 프로그램을 도입하여 직원들이 정기적으로 1,000달러 이상의 이익을 확인할 수 있도록 했다.
1976년 인텔은 IBM PC용 8085 프로세서를 생산하기 위해 두 번째 소스가 필요해 AMD로 전환했다. 1982년, 샌더스는 AMD가 인텔의 프로세서 마이크로코드를 복사하여 자체 x86 프로세서를 만들 수 있도록 하는 재협상된 라이선스 계약을 담당했으며, 이 거래는 훗날 AMD를 인텔의 유일한 실질적인 경쟁회사로 만든 거래였다.거래의 개방형 법률 언어는 AMD가 인텔의 8086 프로세서를 역설계하고 복제하기 위한 노력을 주도하기 위해 샌더스가 사용했다. 인텔은 AMD를 성공적으로 반격했고, AMD의 주식을 붕괴시키고 회사를 거의 죽일 뻔했다.
2000년, 샌더스는 당시 모토로라의 반도체 제품 부문 사장이었던 헥터 루이즈 (Héctor Ruiz)를 AMD의 사장 겸 CEO로 영입했다. 그는 2002년 루이즈가 그의 뒤를 이어 CEO로 취임한 후에도 회장으로 회사에 남아있었다. Sanders stepped down as AMD chair in April 2004 after 35 years at the company.